# Pouldergat
Pouldergat (bretonisch Pouldregad) ist eine französische Gemeinde im Département Finistère in der Bretagne mit 1213 Einwohnern (Stand 1. Januar 2022). Sie gehört zum Arrondissement Quimper, zum Kanton Douarnenez und zum Gemeindeverband Douarnenez Communauté.

## Geografie
Die Gemeinde liegt im Westen der Bretagne in der Region Cornouaille, gut fünf Kilometer südöstlich der Stadt Douarnenez an der gleichnamigen Bucht des Atlantik. Quimper befindet sich 17 Kilometer südöstlich und Brest etwa 40 Kilometer nördlich (Entfernungen leicht gerundet in Luftlinie).

## Verkehrsanbindung
Die nächstgelegene Abfahrt an der autobahnähnlich ausgebauten Schnellstraße E 60 (Nantes-Brest) gibt es bei Quimper. Der Bahnhof Quimper ist TGV-Atlantique-Station und Regionalbahnhof im Netz der TER Bretagne.
Die Bahnstrecke Quimper-Douarnenez wurde bereits 1974 im Personenverkehr stillgelegt.
Die nächsten Regionalflughäfen sind der Flughafen Quimper-Cornouaille und der Flughafen Brest.

## Bevölkerungsentwicklung

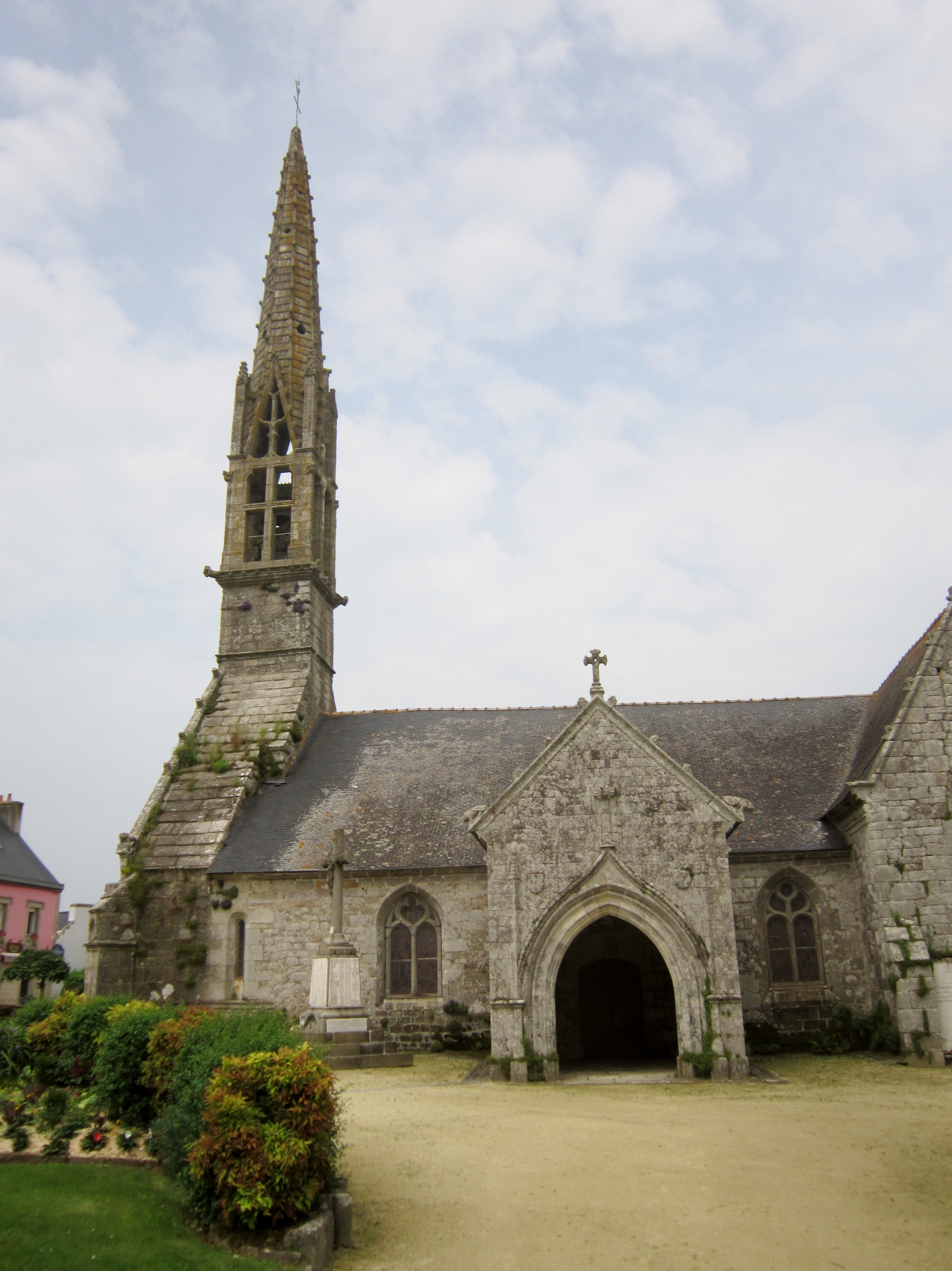
Kirche Saint-Ergat, Monument historique

| Jahr                       | 1962 | 1968 | 1975 | 1982 | 1990 | 1999 | 2007 | 2017 |
| Einwohner                  | 1093 | 1114 | 1129 | 1304 | 1311 | 1277 | 1241 | 1211 |
| Quellen: Cassini und INSEE |      |      |      |      |      |      |      |      |